# 2010年亞洲運動會舉重比賽
2010年亞洲運動會舉重比賽於11月13日至19日在东莞体育馆舉行，共產生15枚金牌，其中男子8枚，女子7枚。共有來自31個代表團的176名運動員參賽。

## 獎牌統計
| 排名 | 国家／地区 | 金牌 | 银牌 | 铜牌 | 總數 |
| ---- | ---------- | ---- | ---- | ---- | ---- |
| 1    | 中国       | 8    | 2    | 1    | 11   |
| 2    |            | 3    | 2    | 4    | 9    |
| 3    | 朝鲜       | 2    | 3    | 1    | 6    |
| 4    | 韩国       | 1    | 2    | 2    | 5    |
| 5    | 伊朗       | 1    | 2    | 1    | 4    |
| 6    |            | 0    | 2    | 0    | 2    |
| 7    | 印度尼西亚 | 0    | 1    | 3    | 4    |
| 8    | 泰国       | 0    | 1    | 1    | 2    |
| 9    | 中华台北   | 0    | 0    | 2    | 2    |
| 總計 | 總計       | 15   | 15   | 15   | 45   |

## 各項成績

### 男子
| 項目                  | 金牌                                 | 银牌                                 | 铜牌                             |
| 56公斤級（详细）      | 吴景彪（中国）                       | 車金鐵（朝鲜）                       | 查迪·塞蒂亞迪（印度尼西亚）      |
| 62公斤級（详细）      | 张杰（中国）                         | 金恩国（朝鲜）                       | 埃科·尤利·伊拉万（印度尼西亚）   |
| 69公斤級（详细）      | 金锦锡（朝鲜）                       | 莫尔塔扎·礼萨扬（伊朗）              | 特里亚特诺（印度尼西亚）         |
| 77公斤級（详细）      | 方金哲（朝鲜）                       | 基里尔·帕夫洛夫（）                  | 道连·绍耶捷耶夫（）              |
| 85公斤級（详细）      | 陸永（中国）                         | 曼苏尔别克·恰舍莫夫（）              | 金光勋（韩国）                   |
| 94公斤級（详细）      | 伊利亚·伊雷因（）                    | 易卜拉希米·法尔博德·卡马沙利（伊朗） | 金珉在（韩国）                   |
| 105公斤級（详细）     | 杨哲（中国）                         | 伊万·叶夫列莫夫（）                  | 谢尔盖·伊斯托明（）              |
| 105公斤以上級（详细） | 贝赫达德·萨利米-库尔达西亚比（伊朗） | 全商扦（韩国）                       | 阿努希-拉瓦尼·哈姆拉巴德（伊朗） |

### 女子
| 項目                 | 金牌                       | 银牌                          | 铜牌                              |
| 48公斤級（详细）     | 王明娟（中国）             | 本西麗·勞西里恭（泰国）       | 陳葦綾（中华台北）                |
| 53公斤級（详细）     | 李萍（中国）               | 祖利菲娅·钦尚洛（）           | 巴帕瓦迪·乍伦拉达那达拉恭（泰国） |
| 58公斤級（详细）     | 李雪英（中国）             | 朴贤淑（朝鲜）                | 钟春美（朝鲜）                    |
| 63公斤級（详细）     | 迈娅·马内扎（）            | 金秀琼（韩国）                | 陈爱婵（中国）                    |
| 69公斤級（详细）     | 刘春红（中国）             | 辛塔·达马里亚尼（印度尼西亚） | 王雅珍（中华台北）                |
| 75公斤級（详细）     | 斯韦特兰娜·波多别多娃 （） | 曹磊（中国）                  | 塔季扬娜·赫罗莫娃（）             |
| 75公斤以上級（详细） | 张美蘉（韩国）             | 孟苏平（中国）                | 玛丽亚·格拉博韦特斯卡娅（）       |